# Echinozoa
Los equinozoos (Echinozoa) son  una superclase de equinodermos de simetría radial y cuerpo esférico.